# Alois Liška
Pour les articles homonymes, voir Liška.
Alois Liška, né le 20 novembre 1895 à Záborčí, un village à 17 kilomètres au sud-est de Liberec et mort le 7 février 1977 à Londres, est un officier tchèque qui a servi durant les deux guerres mondiales. En tant que général de brigade, il commandait la 1re brigade armée tchécoslovaque lors du siège de Dunkerque en 1944-1945.

## Enfance
Alois Liška a grandi aux côtés de ses cinq frères et sœurs. En juin 1914, il obtient le diplôme de la Grammar School de Turnov.

## Carrière militaire
Au début de la Première Guerre mondiale, en 1915, Liška est mobilisé au sein de l'armée austro-hongroise. Il est envoyé sur le front de l'Est. En 1916, il est fait prisonnier sur ce front. Après la chute de l'Empire russe, en 1917 Liška s'engage dans les Légions tchèques et sert dans l'artillerie.
À son retour en Tchécoslovaquie, en 1920, Liška rejoint l'armée en tant qu'officier. Il sert alors dans le 51e régiment d'artillerie de Stará Boleslav. Il passe de capitaine à commandant de régiment. En 1939, lorsque le troisième Reich envahit les Sudètes, il fuit le pays.
Durant la bataille de France, il commande le 1er régiment d'artillerie. Après la déroute des forces alliées en 1940, lui et son régiment sont transférés en Grande-Bretagne. En 1943, il est promu général de brigade et à partir de mars, il commande la Brigade Indépendante Tchécoslovaque, qui devint par la suite la 1re Brigade Blindée Tchécoslovaque. Celle-ci débarque en France en août 1944. Liška commande le siège de Dunkerque entre octobre 1944 et mai 1945. Il signe la reddition de la garnison allemande le 9 mai 1945.

## L'après guerre
À la fin de la guerre, Liška retourne en Tchécoslovaquie où il retrouve sa femme et sa fille rescapées des camps de concentration. Son fils, Jaroslav, et son frère ainé Josef furent abattus lors des marches de la mort. En avril 1945, il est nommé chef d'état-major des armées tchécoslovaques par le président Edvard Beneš, mais les autorités soviétiques s'y opposent et au lieu de cela, Liška devient commandant de l'école militaire et est promu général. Cependant, le coup de Prague et les purges d'officiers autrefois basés à Londres qui en résultèrent, menèrent Liška à démissionner et à quitter une nouvelle fois le pays sans sa famille.
Alois Liška est mort à Putney, un quartier londonien en 1977. En 1991, il reçut à titre posthume, « l'Ordre Milan Rastislav Stefanik, 3e classe »

## Hommages
- Un passage de Dunkerque porte son nom depuis le 30 mai 2010[1].
- Une résidence du quartier des Glacis à Dunkerque porte son nom[2].